# Pastorale héroïque

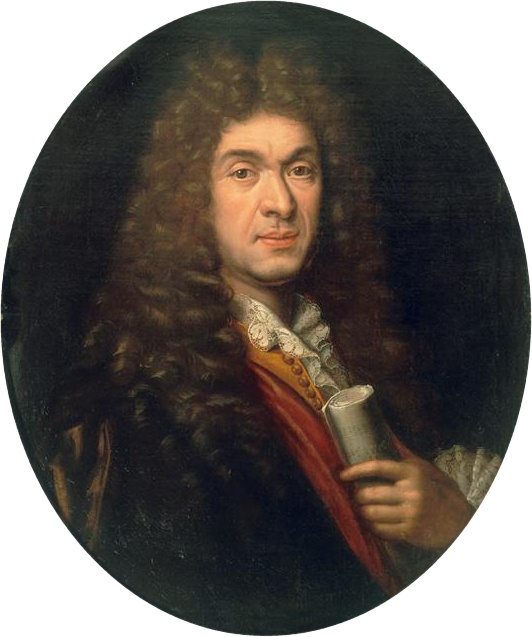
Jean-Baptiste Lully par Paul Mignard.

La pastorale héroïque est une pièce lyrique destinée à la scène et au ballet, pratiquée en France aux XVIIe et XVIIIe siècles.
L'esprit et les principes de la pastorale française sont très proches de la tragédie lyrique. Elle s'en distingue toutefois par un caractère plus léger et un nombre d'actes réduit (en général trois). 
Elle met en scène dieux et héros de la mythologie gréco-romaine classique (d'où son qualificatif d'« héroïque ») ou bergers et bergères d'une Arcadie idéalisée, avec une intrigue généralement centrée sur les sentiments amoureux, parfois contrariés mais qui finissent par triompher.
Les plus connues sont dues à Lully (Acis et Galatée), Rameau (Zaïs, Naïs, Acanthe et Céphise, Daphnis et Églé) et Mondonville (Titon et l'Aurore), mais ce genre a été pratiqué par plusieurs autres de leurs contemporains.